# Skokanské mostíky Dukla
Skokanské mostíky Dukla – kompleks nieczynnych skoczni narciarskich położonych w słowackiej wsi Králiky położonej w pobliżu Bańskiej Bystrzycy.
Skokanské mostíky Dukla powstały w 1984 roku i początkowo pełniły rolę centrum treningowego reprezentacji Czechosłowacji w skokach narciarskich. W 1992 w kompleksie przeprowadzono szereg napraw niszczejących obiektów. W kolejnych latach, po rozpadzie Czechosłowacji, nie były one jednak zbyt często wykorzystywane, a rolę głównego ośrodka skoków narciarskich na Słowacji pełniły skocznie MS 1970 w Szczyrbskim Jeziorze. Do 2004 roku właścicielem kompleksu były Słowackie Siły Zbrojne, następnie przeszedł on we władanie miasta Bańska Bystrzyca. Jego zarządzaniem zajmuje się klub Kartík Bańska Bystrzyca.
Choć w kompleksie skokanské mostíky Dukla nigdy nie rozgrywano ważniejszych zawodów międzynarodowych w latach 90. XX wieku kilkukrotnie organizowano w Králikach pokazowe zawody kończące sezon zimowy skoków narciarskich, w których uczestniczyli również zagraniczni skoczkowie – w 1996 w zmaganiach tych najlepszy okazał się Czech Jaroslav Sakala. Kompleks gościł również mistrzostwa Słowacji (między innymi w 1999, 2000, 2006 i 2010 roku), w których także brali udział skoczkowie spoza tego kraju.
Ze względu na wielkość obiektu przygotowanie skoczni dużej do użytku zajmowało około 3 tygodni. Po raz ostatni próbowano ją uruchomić w marcu 2012 roku, gdy miały się na niej odbyć międzynarodowe mistrzostwa Słowacji w skokach narciarskich i kombinacji norweskiej, jednak ze względu na warunki atmosferyczne organizatorzy nie byli w stanie przygotować obiektu i odwołali zawody. Zdaniem René Pretzelmayera, który w Słowackim Związku Narciarskim odpowiada za skoki narciarskie i kombinację norweską, mimo zaniedbania kompleksu przy odpowiednio silnych opadach śniegu skocznię można byłoby przygotować do użytku.
Skocznia duża w kompleksie skokanské mostíky Dukla jest jedną z największych skoczni narciarskich jaka kiedykolwiek funkcjonowała – pod względem rekordu skoczni zajmuje 9. miejsce na świecie, a wśród dużych skoczni jest trzecia (poza skoczniami mamucimi dalsze skoki oddawano tylko na obiekcie Kasztak w Krasnojarsku, którego rekord wynosi 154 metry i na Mühlenkopfschanze w Willingen). Kilkukrotnie osiągano na niej granicę 150 metrów – rekordzista skoczni Słowak Marián Bielčík, oprócz próby z 2000 roku, gdy uzyskał 153 metry, oddał tu również skok na odległość 150 metrów (w 1996 roku), a Austriak Manuel Fettner skoczył 151,5 metra. Ponadto w 1996 roku Bielčík w trakcie treningu uzyskał odległość 151 metrów, jednak podparł swą próbę.
Duża skocznia w Králikach była pierwowzorem dla projektantów nowej Mühlenkopfschanze w Willingen.
Skocznia normalna w Králikach nie miała stałej konstrukcji – przygotowywano ją w trakcie sezonu zimowego poprzez wykorzystanie śniegu. Podobnie jak skocznia duża był to obiekt naturalny, wykorzystujący ukształtowanie terenu. Jej rekord wynosił 97,5 metra. W 1997 Słowak Martin Mesík w trakcie treningu uzyskał na niej dystans 100 metrów, jednak nie ustał swojej próby. Początkowo Králikom przyznano prawo organizacji Mistrzostw Świata Juniorów w Narciarstwie Klasycznym 2000, jednak FIS wymagał budowy nowej, stałej skoczni normalnej (skocznie w kompleksie nie posiadały homologacji), a ze względu na brak funduszy do tego nie doszło i ostatecznie zawody przeniesiono do Szczyrbskiego Jeziora.
We wsi Králiky funkcjonowały również dwie mniejsze skocznie narciarskie (K40 i K26), położone w innej części miejscowości niż kompleks skokanské mostíky Dukla.

## Galeria

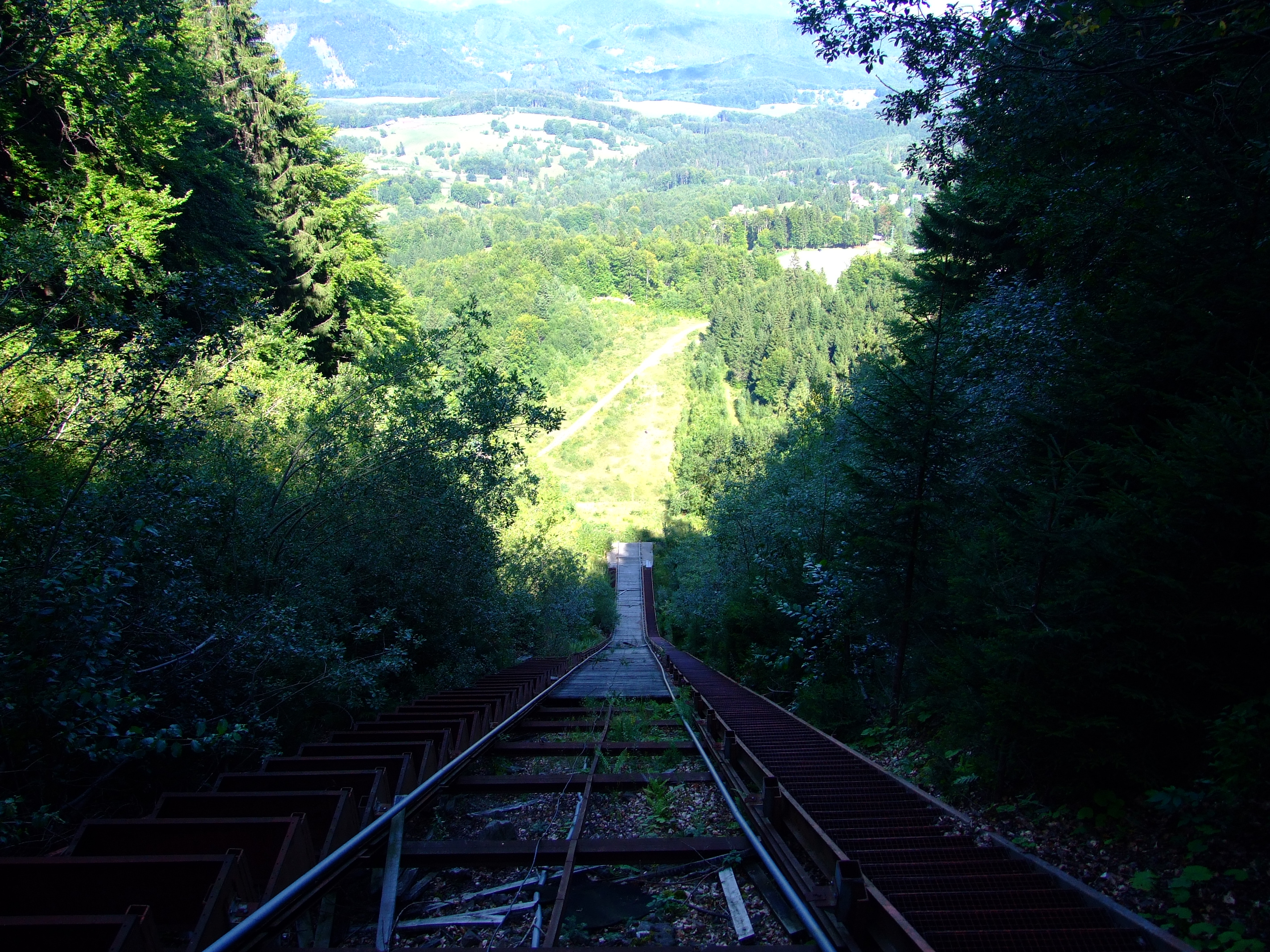
Widok ze szczytu skoczni dużej w dół rozbiegu
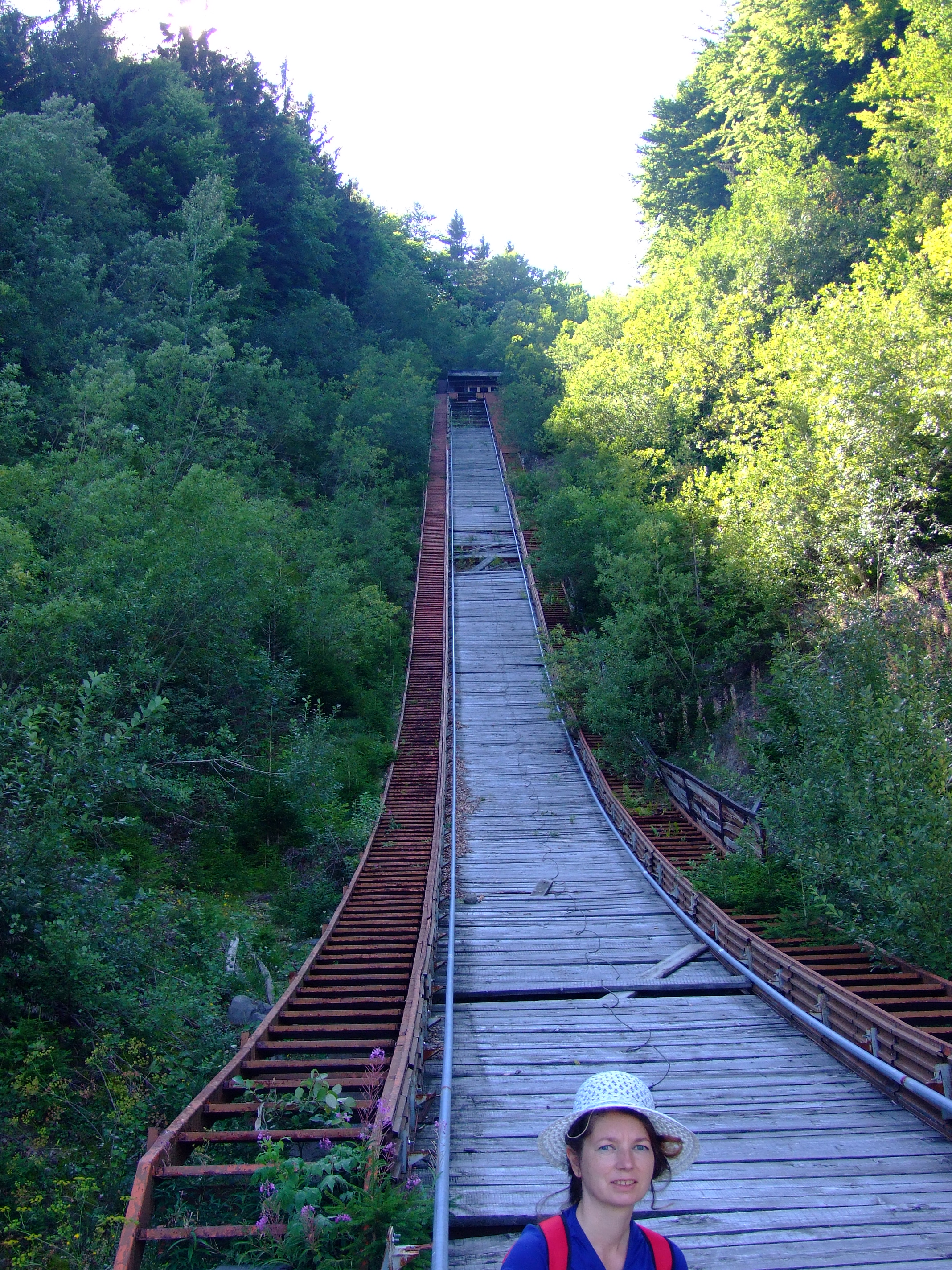
Widok z progu na rozbieg skoczni dużej
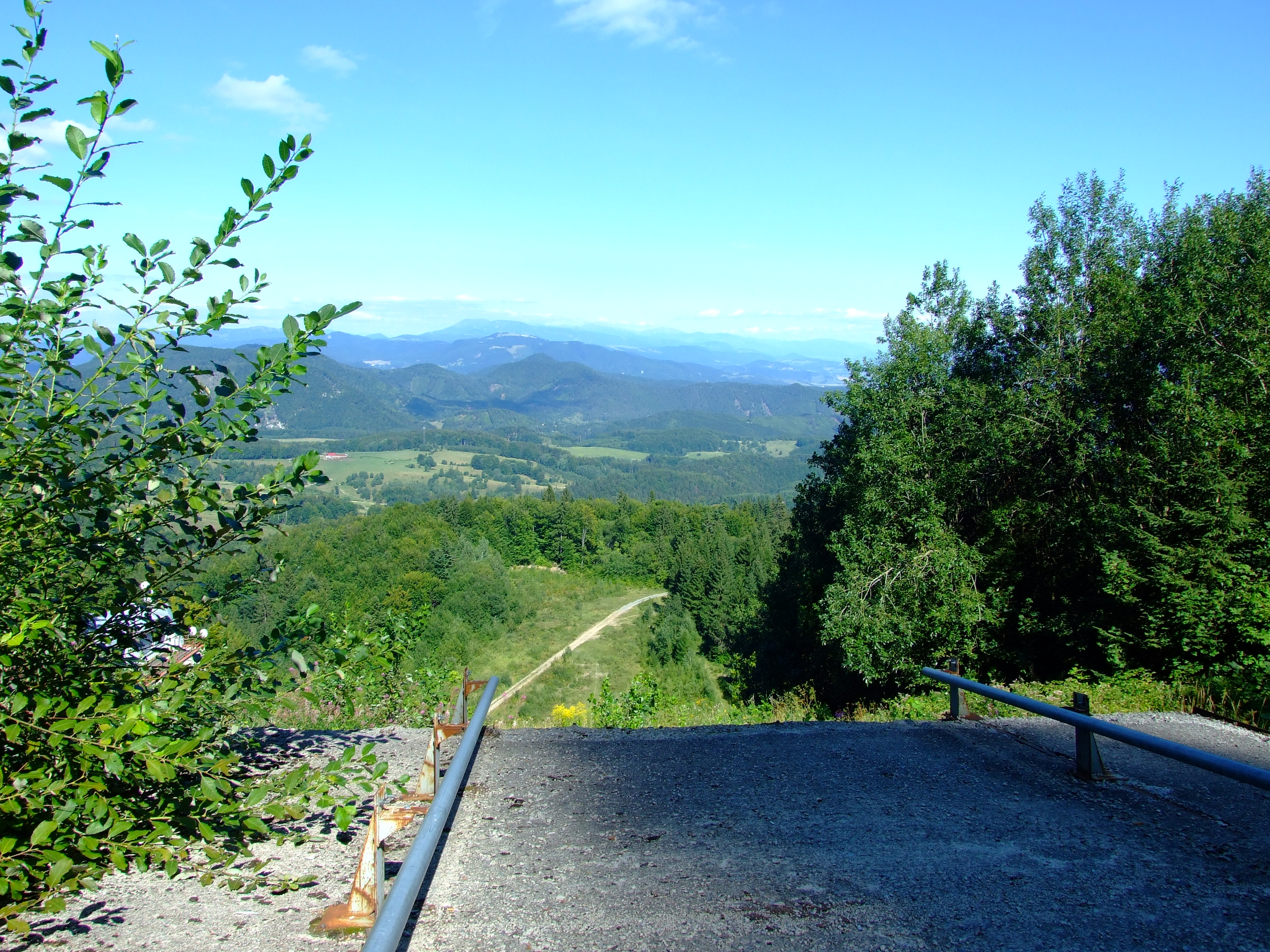
Próg skoczni dużej
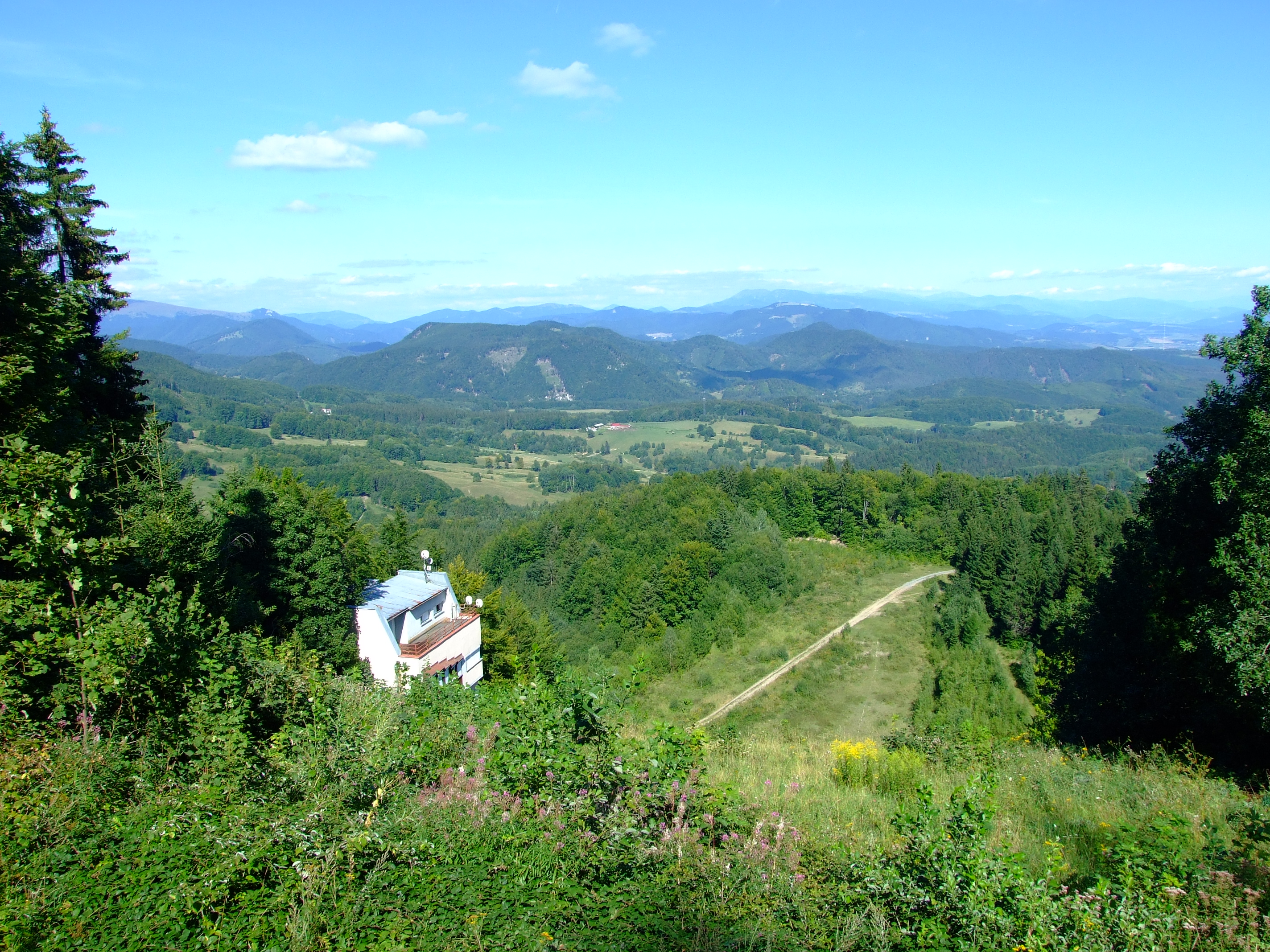
Zeskok skoczni dużej
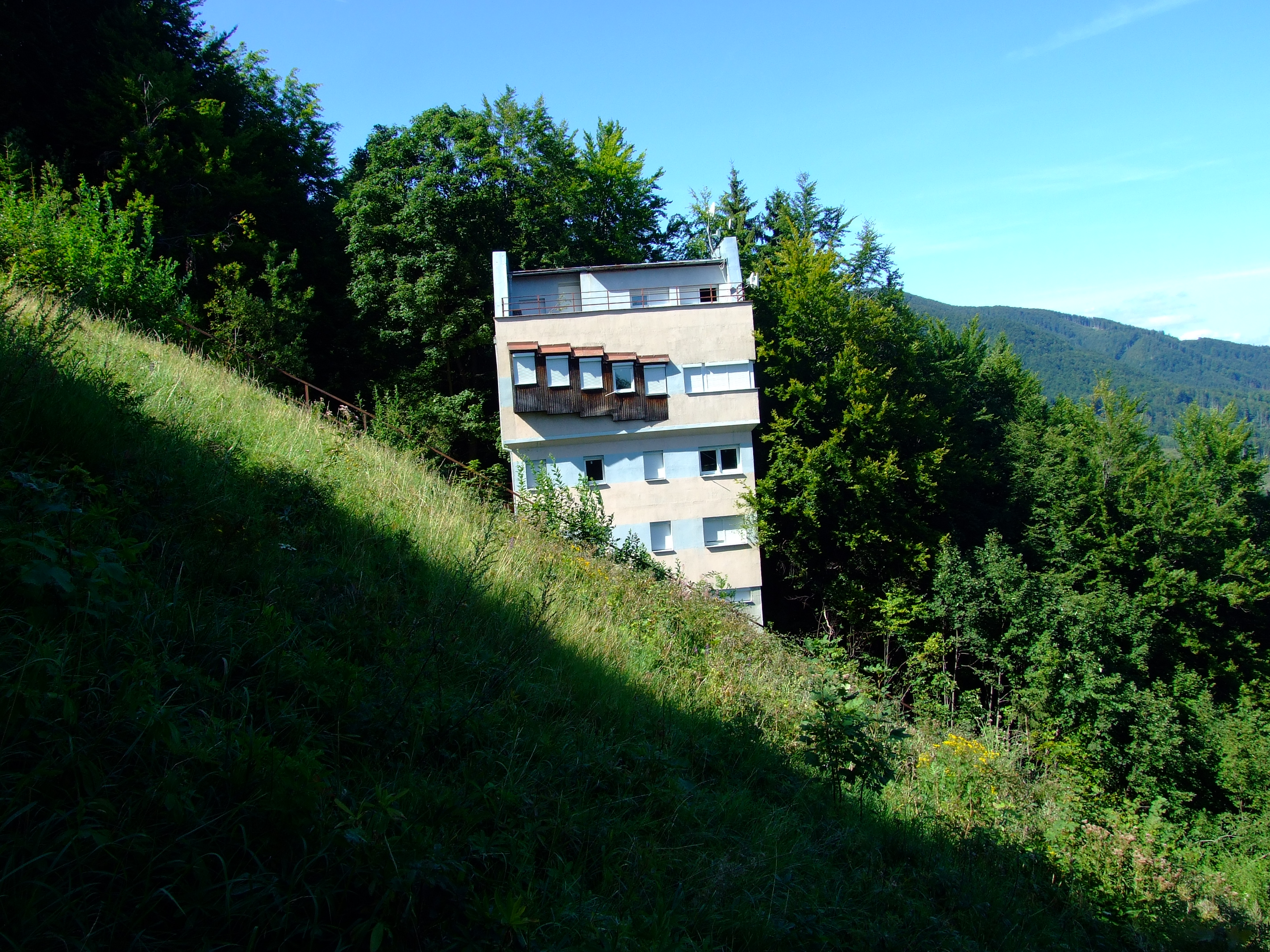
Wieża sędziowska skoczni dużej